# 献烈皇后
献烈皇后（けんれつこうごう、? - 326年）は、前趙の5代皇帝劉曜の2番目の皇后。姓は劉氏。

## 生涯
幼くして両親を亡くし、叔父の劉昶によって養われた。
後に前趙の後宮に入って、325年、皇后に立てられた。
翌年になると病床につき、病状が悪化すると劉曜は自ら病床を見舞い、望みを聞いた。劉氏は涙を流して「妾（私）の叔父である劉昶には子がなく、妾は幼くして劉叔の養女となりました。その恩撫たるや甚だ隆いものがありましたが、その徳に報いることができずにおりました。どうか陛下、劉昶を引き立てて下さいませんか。また、おなじく叔父の劉皚には劉芳という娘がおり、徳と色を兼ね備えています。願くは後宮に入れて下さいますよう」と言うと、劉曜はこれを許した。言い終えると劉氏は息を引き取り、劉曜は献烈皇后の諡号を贈った。そして、劉昶を使持節・侍中・大司徒、録尚書事に任じ、河南郡公に進封した。また、劉昶の妻である張氏を慈郷君に封じ、劉皚の娘の劉芳を皇后に立てた。全て劉氏の遺言通りであった。

## 伝記資料
- 『晋書』劉曜載記
- 『資治通鑑』
- 『十六国春秋』